# Хухрянский, Пётр Иванович
Пётр Иванович Хухрянский — советский хозяйственный, государственный и политический деятель, Герой Социалистического Труда.

## Биография
Родился в 1929 году в селе Резуненково. Член КПСС.
С 1949 года — на хозяйственной, общественной и политической работе. В 1949—1989 гг. — старший мастер Харьковского станкостроительного завода имени Косиора Министерства станкостроительной и инструментальной промышленности СССР.
Бригада Хухрянского обладала личным государственным знаком качества и перевыполняла план на 175—190 процентов.
Досрочно выполнил личные социалистические обязательства и плановые производственные задания Восьмой пятилетки (1965—1970). Указом Президиума Верховного Совета СССР (неопубликованным) от 5 апреля 1971 года «за выдающиеся трудовые успехи, достигнутые в выполнении заданий пятилетнего плана, выпуск продукции высокого качества и активное участие в создании новой техники» удостоен звания Героя Социалистического Труда с вручением ордена Ленина и золотой медали Серп и Молот.
Умер в Харькове в 2014 году.